# Maison-Feyne
Maison-Feyne is een gemeente in het Franse departement Creuse (regio Nouvelle-Aquitaine) en telt 290 inwoners (1999). De plaats maakt deel uit van het arrondissement Guéret.

## Geografie
De oppervlakte van Maison-Feyne bedraagt 13,1 km², de bevolkingsdichtheid is 22,1 inwoners per km².

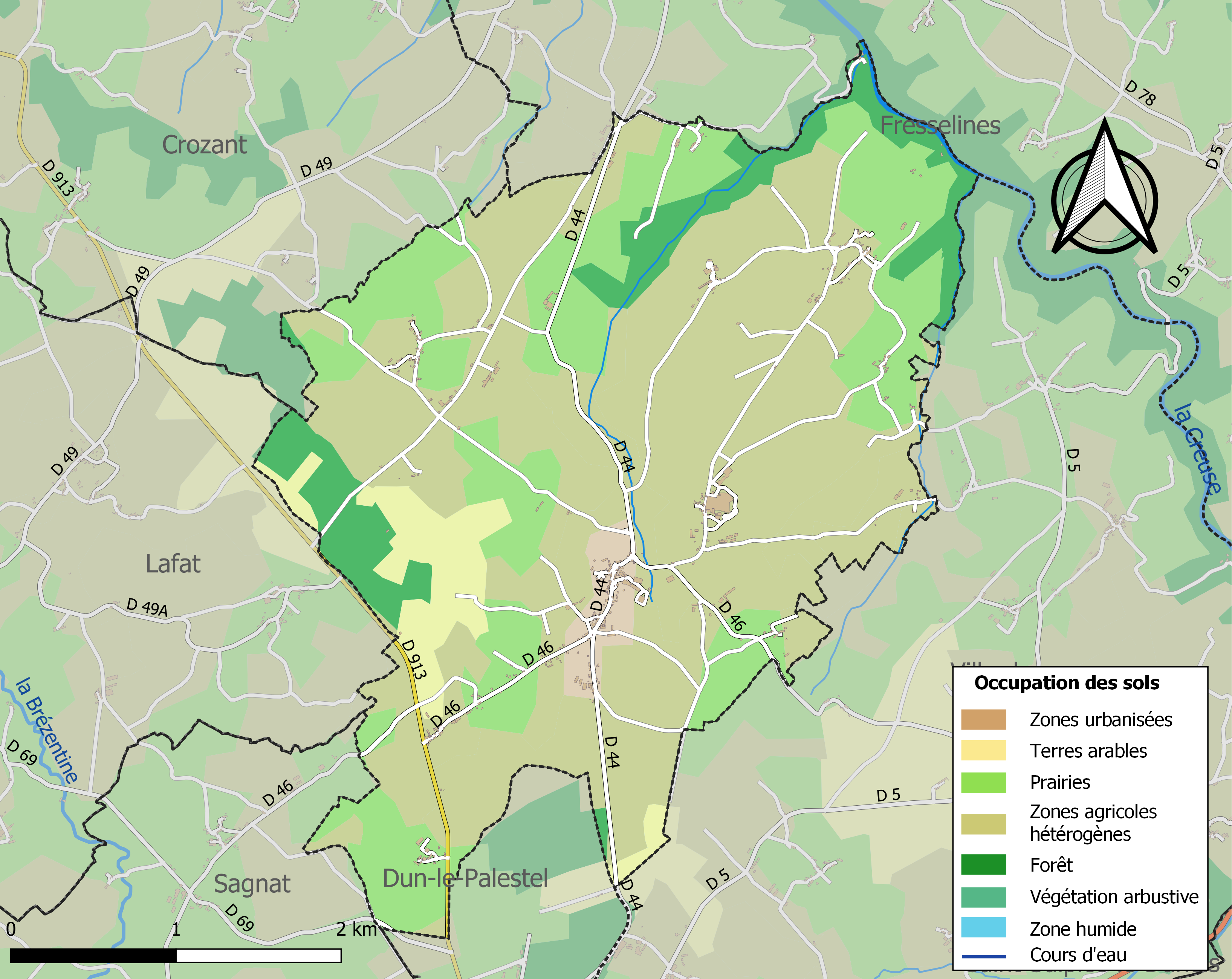
Kaart van de gemeente met de belangrijkste infrastructuur, bodemgebruik en omliggende gemeenten

## Demografie
Onderstaande figuur toont het verloop van het inwonertal (bron: INSEE-tellingen).